# Transportrecht
Das Transportrecht umfasst sämtliche Rechtsnormen über den Transport von Frachtgut oder Personen.

## Allgemeines
Das Rechtsgebiet des Transportrechts gehört in vielen Staaten zum Handelsrecht (etwa in Deutschland), in Österreich ist es im Unternehmensgesetzbuch geregelt. Das Transportrecht befasst sich mit den Transportarten des Gütertransports und der Personenbeförderung, mit den Warenbegleitpapieren (Frachtbrief, Eisenbahnfrachtbrief, Ladeschein, Seefrachtbrief oder Luftfrachtbrief), dem Frachtgeschäft, den Rechten und Pflichten der Beteiligten sowie den das Transportrisiko regelnden Gefahrübergang.

## Rechtslage in einzelnen Staaten
- Deutschland: Transportrecht (Deutschland)